# Coppa dei Campioni 1969-1970 (hockey su pista)
La Coppa dei Campioni 1969-1970 è stata la 5ª edizione della massima competizione europea di hockey su pista riservata alle squadre di club. 
Il torneo ha avuto inizio il 22 marzo e si è concluso il 19 settembre 1970.
Il titolo è stato conquistato dal Reus Deportiu per la quarta volta nella sua storia.

## Squadre partecipanti
| Nazione        | Club          | Città                    | Qualificazione                                                     |
| -------------- | ------------- | ------------------------ | ------------------------------------------------------------------ |
| Belgio         | Royal Sunday  | Bruxelles                | 1º nel campionato belga 1969, campione del Belgio                  |
| Francia        | Gujan-Mestras | Gujan-Mestras            | 1º nel campionato francese 1969, campione di Francia               |
| Germania Est   | Granschütz    | Granschütz               | 1º nel campionato tedesco orientale 1969, campione di Germania Est |
| Germania Ovest | Remscheid     | Remscheid                | 1º nel campionato tedesco 1969, campione di Germania Ovest         |
| Inghilterra    | Bury          | Bury St Edmunds          | Detentore National Cup 1969                                        |
| Italia         | Novara        | Novara                   | 1º in Serie A 1969, campione d'Italia                              |
| Paesi Bassi    | Residentie    | L'Aia                    | 1º in 1ª Klasse 1969, campione dei Paesi Bassi                     |
| Portogallo     | Porto         | Porto                    | 2º in 1ª Divisão 1969                                              |
| Spagna         | Reus Deportiu | Reus                     | Campione d'Europa in carica                                        |
| Spagna         | Voltregà      | Sant Hipòlit de Voltregà | Detentore Coppa del Generalissimo 1969                             |
| Svizzera       | Montreux      | Montreux                 | 1º in LNA 1969, campione di Svizzera                               |

## Risultati

### Primo turno
| Squadra 1     | Totale  | Squadra 2    | Andata | Ritorno |
| ------------- | ------- | ------------ | ------ | ------- |
| Granschütz    | 0 - 5   | Bury         | 0 - 5  |         |
| Gujan-Mestras | 8 - 6   | Residentie   | 4 - 2  | 4 - 4   |
| Novara        | 13 - 5  | Montreux     | 3 - 1  | 10 - 4  |
| Voltregà      | 35 - 10 | Royal Sunday | 26 - 6 | 9 - 4   |

### Quarti di finale
| Squadra 1 | Totale | Squadra 2     | Andata | Ritorno |
| --------- | ------ | ------------- | ------ | ------- |
| Bury      | 6 - 7  | Gujan-Mestras | 3 - 3  | 3 - 4   |
| Novara    | 8 - 13 | Voltregà      | 6 - 4  | 2 - 9   |
| Remscheid | 7 - 18 | Porto         | 2 - 10 | 5 - 8   |

### Semifinali
| Squadra 1     | Totale  | Squadra 2     | Andata | Ritorno |
| ------------- | ------- | ------------- | ------ | ------- |
| Gujan-Mestras | 11 - 25 | Voltregà      | 7 - 14 | 4 - 11  |
| Porto         | 9 - 12  | Reus Deportiu | 5 - 3  | 4 - 9   |

### Finale
| Squadra 1     | Totale  | Squadra 2 | Andata | Ritorno |
| ------------- | ------- | --------- | ------ | ------- |
| Reus Deportiu | 18 - 13 | Voltregà  | 12 - 5 | 6 - 8   |